# Tokugawa Tsunayoshi
Tokugawa Tsunayoshi est un nom japonais traditionnel ; le nom de famille (ou le nom d'école), Tokugawa, précède donc le prénom (ou le nom d'artiste) Tsunayoshi.
Tsunayoshi Tokugawa (徳川 綱吉, Tokugawa Tsunayoshi, 23 février 1646-19 février 1709) est le cinquième shogun du shogunat Tokugawa au Japon. L'incident des 47 rōnin s'est déroulé sous son règne.

## Biographie
Il succéda à son frère Ietsuna en 1680. Tous deux étaient les fils du troisième shogun, Iemitsu.
Durant son règne (1680-1709), il fut le défenseur du néo-confucianisme de Chu Hsi. Plus tard, il se fit le défenseur des animaux, spécialement les chiens, sûrement dû au fait qu'il était né dans l'année du Chien du calendrier chinois. En 1687, il promulgua la loi Shorui awaremi no rei (ja) (生類憐みの令), un ordre interdisant d'abattre des animaux et établit un responsable de la protection animale ; plus tard, il fit installer des mangeoires pour plus de 100 000 chiens. Toutes ces lois firent qu'il fut connu sous le nom d'Inu kubô (« shogun chien »). Cette loi de protection des animaux provoque beaucoup de mécontentement à cause de la hausse des dépenses publiques qu'elle entraîne.
Tsunayoshi nomma Yanagisawa Yoshiyasu à la tête de l'administration.
Le neveu de Tsunayoshi, Ienobu, devint shogun à la mort de celui-ci en 1709.

## Culture populaire
- Dans le film 47 Ronin, le shogun Tsunayoshi Tokugawa est incarné par l'acteur Cary-Hiroyuki Tagawa.